# Un seul deviendra invincible : Dernier Round
Pour les articles homonymes, voir Dernier Round (homonymie).
Série
Un seul deviendra invincible
(2002) Un seul deviendra invincible : Rédemption
(2010)
Pour plus de détails, voir Fiche technique et Distribution.
Un seul deviendra invincible : Dernier Round ou Invincible 2 au Québec (Undisputed II: Last Man Standing) est un film américain réalisé par Isaac Florentine, sorti directement en vidéo en 2006.
C'est la suite de Un seul deviendra invincible (Undisputed) de Walter Hill, sorti en 2002 et qui mettait en scène Wesley Snipes et Ving Rhames.

## Synopsis
L'Américain George « Iceman » Chambers, ancien champion du monde poids lourds de boxe anglaise, vient en Russie pour tourner une publicité. Injustement accusé de détention de drogue, il est envoyé dans une prison de haute sécurité où se déroulent des combats d'arts martiaux mixtes. Le lutteur sanguinaire Yuri Boyka, emprisonné pour trois meurtres, est invaincu. Gaga, le mafieux qui contrôle la prison, s'en inquiète : Boyka ne trouvant pas d'adversaire à sa mesure, les parieurs empochent trop facilement leur argent.

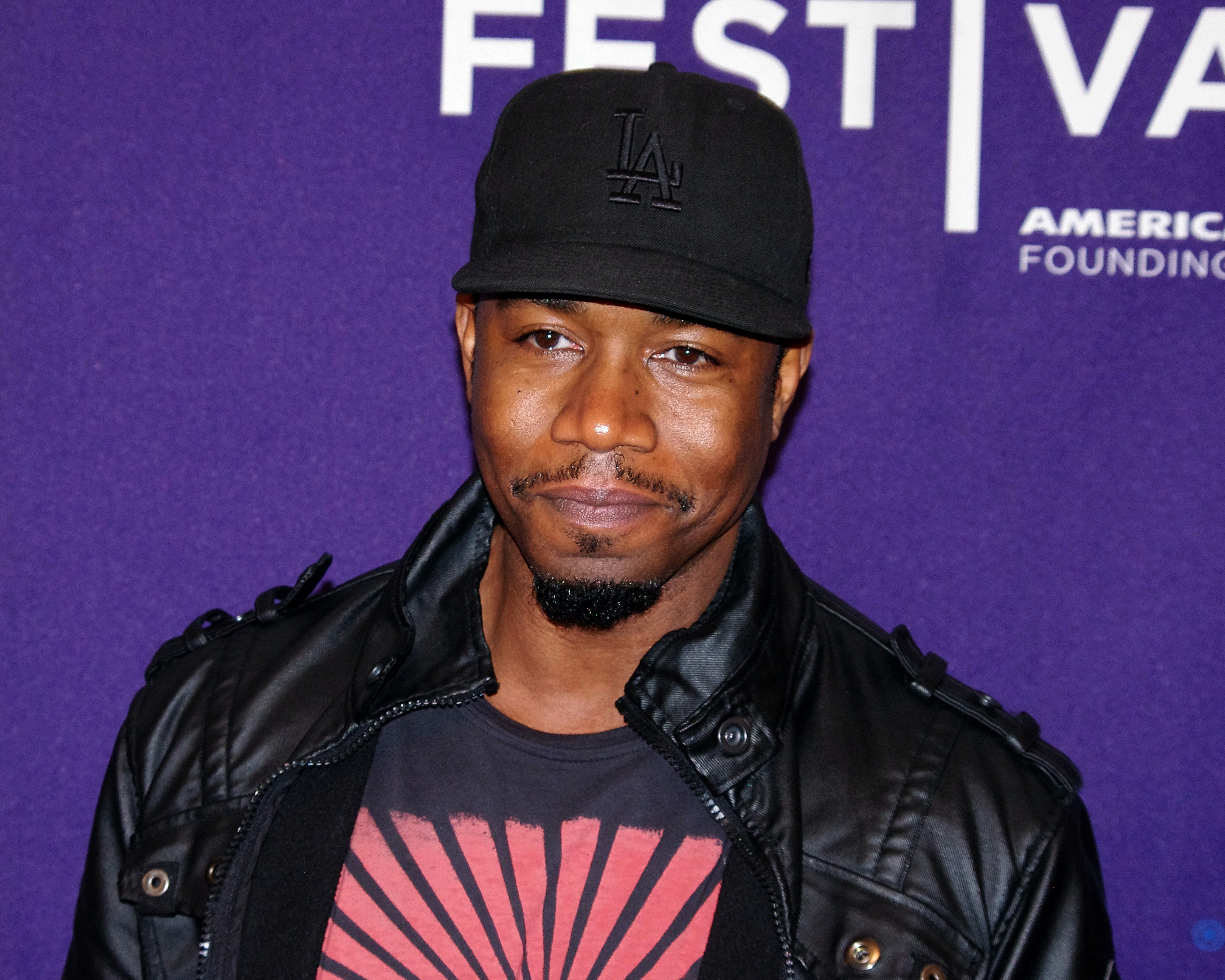
Michael Jai White, l'interprète de George Chambers.

Le colonel Markov, commandant de la prison, offre à Iceman la liberté, s'il affronte Boyka sur le ring. Chambers refuse et est condamné à des corvées dégradantes. Il reçoit l'aide de Nikolai, un vieil infirme surnommé « Crot » (la taupe), qui vit dans les sous-sols. Lorsque Chambers est enfermé dans une geôle emplie d'eaux résiduelles donnant la fièvre, Nikolai lui vient en aide une fois de plus.
L'Américain est conduit devant le mafioso Gaga. Celui-ci lui promet la liberté s'il accepte de combattre Boyka, et s'il gagne. Chambers accepte. Stevie, compagnon de cellule de Chambers, fait office d'entraîneur. C'est un héroïnomane, à la merci de ses fournisseurs — sbires de Boyka, et aux ordres de Gaga. Ils chargent Stevie de droguer Chambers. Le jour du combat, Boyka annonce à son adversaire qu'il ne va se servir que de ses poings. Chambers est nettement supérieur. Boyka va au tapis. Il est compté, mais se relève. Il décide alors d'utiliser coudes, genoux et pieds, ce qui lui permet de prendre l'avantage. À la pause, Stevie fait boire à Chambers de l'eau contenant un sédatif. Durant le second round, l'Américain titube, voit trouble. Boyka n'a aucun mal à l'envoyer au tapis. Chambers ne se relève pas.
À l'infirmerie, Nicolai apprend à Chambers qu'il a bu de l'eau droguée. Chambers, devant tous les prisonniers, reproche à Boyka d'avoir triché. Boyka ignorait tout de cette forfaiture. Markov tente de calmer Chambers, qui le frappe. Chambers est attaché dans la cour, sous la neige, durant un jour et une nuit. Des prisonniers le couvrent et le nourrissent. Markov fait mettre tous les prisonniers sous la neige.
C'est Phil, le manager de Chambers, qui l'a vendu à Gaga. Il réclame le double de la somme prévue. Gaga le fait assassiner, puis il ordonne que Chambers soit détaché. Il lui propose un nouveau combat, aux mêmes conditions : il sera libéré s'il gagne. Chambers accepte, à condition qu'il n'y ait pas d'eau droguée, ni pour lui ni pour Boyka. Il exige en outre que la punition des prisonniers soit levée, et qu'on leur fournisse des parkas.
Nicolai apprécie le geste. Il voit désormais en Chambers autre chose qu'un égoïste. Il propose de l'entraîner. Nicolai est un ancien commando de l'Armée rouge, condamné à quatre ans de détention pour un vol commis par son frère. En tentant de fuir, il a tué un gardien, puis a reçu dans la colonne vertébrale une balle qui l'a paralysé. Il est là depuis bientôt 19 ans. Il a fini par accepter son destin, regrettant seulement de n'avoir pas connu sa nièce, née au moment de son arrestation. Il apprend à Chambers à se servir de ses jambes en plus de ses poings, il lui enseigne des clefs de krav-maga[à vérifier]. Il lui apprend à casser un genou.
Le jour de la rencontre arrive. Au premier round, les adversaires sont à égalité. Au second round, Boyka se déchaîne. Il manque de briser une jambe de Chambers. À la pause, Nicolai enjoint à son poulain d'en finir. Chambers obéit. Il casse le genou de Boyka. Gaga donne à Chambers sa part des gains. Chambers utilise cet argent pour obtenir du directeur la libération de Nicolai, qui va connaître enfin sa nièce.

## Fiche technique
Sauf indication contraire, les informations mentionnées dans cette section peuvent être confirmées par la base de données cinématographiques IMDb,  présente dans la section « Liens externes ».

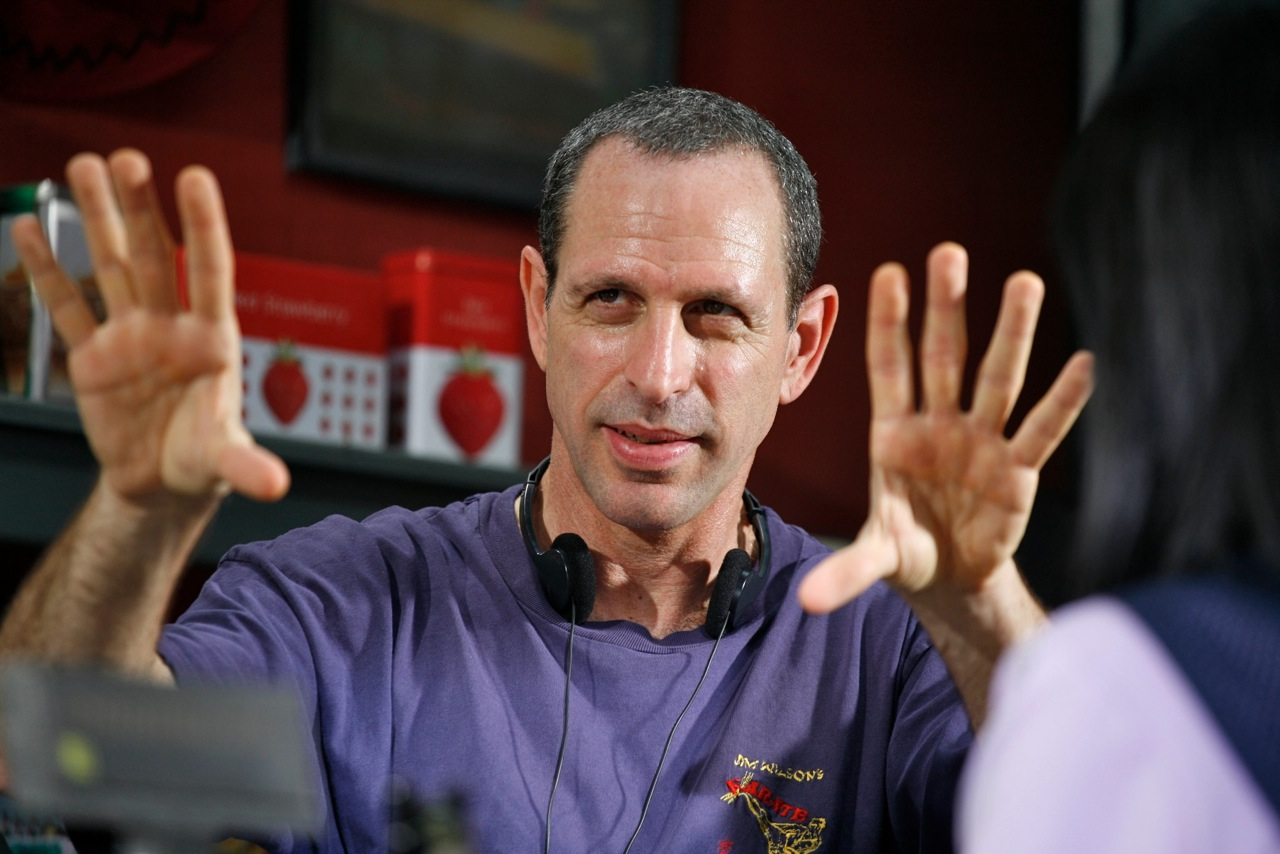
Isaac Florentine, le réalisateur.

- Titre original : Undisputed II: Last Man Standing
- Titre français : Un seul deviendra invincible : Dernier Round
- Titre québécois : Invincible 2
- Réalisation : Isaac Florentine
- Scénario : James Townsend et David N. White, d'après une histoire de Boaz Davidson
- Musique : Stephen Edwards
- Décors : Valentina Mladenova
- Costumes : Katya Ivanova
- Photographie : Ross W. Clarkson
- Son : Jason Brennan, Paul Ratajczak
- Montage : Irit Raz
- Production : Boaz Davidson, Danny Dimbort et David Varod[1]

Production exécutive : Alexander Peytchev
Production déléguée : Avi Lerner, Boaz Davidson, Zvia Dimbort, Lati Grobman, Kevin Kasha, Trevor Short et John Thompson
Production associée : Ronaldo Nacionales et Shimon Sabach
- Sociétés de production[2] : Millennium Films et Nu Image
- Sociétés de distribution : New Line Home Video (États-Unis - DVD), Metropolitan Filmexport (France - DVD)
- Budget : 5 millions de $[3] ; 8 millions de $[4]
- Pays d'origine :  États-Unis
- Langues originales : anglais, russe
- Format[5] : couleur - 35 mm - 1,85:1 (Panavision) - son DTS
- Genre : action, drame, arts martiaux
- Durée : 98 minutes
- Dates de sortie en vidéo[6] :
  - États-Unis : 16 janvier 2007
  - France : 7 juin 2007
- Classification[7] :
  -  États-Unis : Interdit aux moins de 17 ans (certificat #41495) (R – Restricted) [Note 1].
  -  France : Tous publics[8].

## Distribution

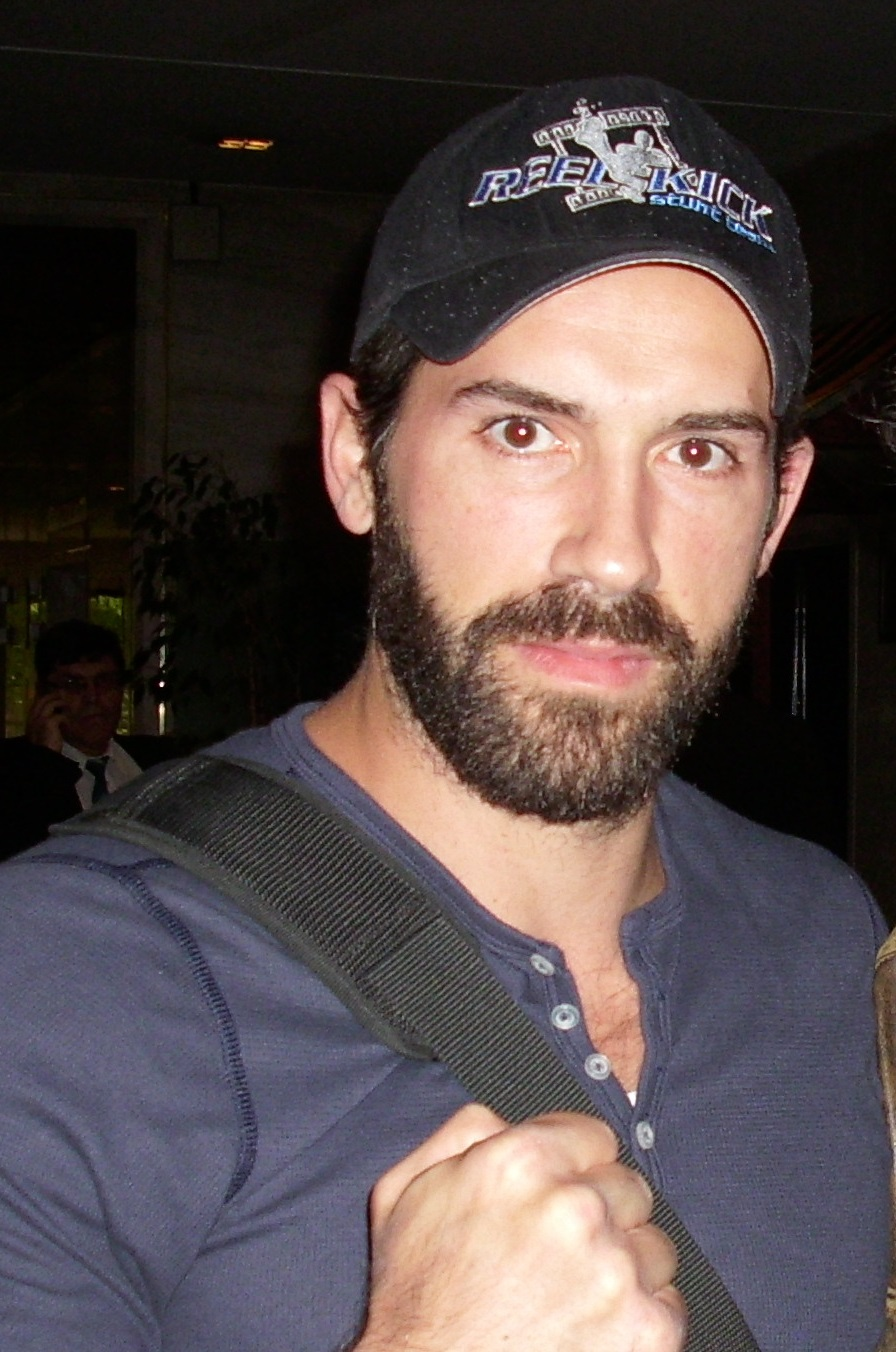
Scott Adkins, l'interprète de Yuri Boyka.

- Michael Jai White (VF : Lucien Jean-Baptiste ; VQ : Gilbert Lachance) : George Chambers, ancien champion du monde poids lourds de boxe anglaise
- Scott Adkins (VF : Boris Rehlinger ; VQ : Patrick Chouinard) : Yuri Boyka, champion d'arts martiaux mixtes
- Eli Danker (en) (VF : Hervé Jolly ;  VQ : Hubert Gagnon) : Nikolai, dit « Crot » (la taupe)
- Ben Cross (VF : Vincent Violette ; VQ : Denis Roy) : Stevie Parker, héroïnomane britannique, compagnon de cellule de Chambers
- Michail Elenov — Miahail Elenov au générique (VF : Yannick Blivet) : Sergei
- Marc Ivanir (VQ : Benoît Gouin) : Gaga, le mafioso qui organise combats et paris
- Ken Lerner (VF : Bernard Métraux ; VQ : Denis Bernard) : Phil, le manager véreux de Chambers
- Valentin Ganev : (VQ : François L'Écuyer) : colonel Warden Markov, commandant la prison
- Violeta Markovska : la nièce de Nicolai[9]
- Daisy Lang : Svetlana
- Silvio Simac : Davic
- Ivaylo Geraskov : Alexi
- Atanas Srebrev : Dmitri
- Velizar Binev : Kiril[10]

## Production
Un seul deviendra invincible de Walter Hill sort en 2002 et est un échec : avec un budget de 20 millions de dollars, il ne rapporte que 12,7 millions aux États-Unis (15,2 millions dans le monde entier). Il connait cependant une « deuxième carrière » en vidéo-club. Ainsi, il est décidé de sortir une suite directement en vidéo. La mise en scène est confiée à Isaac Florentine.
Michael Jai White reprend ici le rôle de George "Iceman" Chambers, incarné par Ving Rhames dans le premier film.
Il s'agit, après Special Forces (2003), du deuxième film réunissant le réalisateur Isaac Florentine et l'acteur Scott Adkins. Ils tournent ensemble sept films, dont Un seul deviendra invincible : Rédemption (sorti directement en vidéo, en 2010) et Boyka : Un seul deviendra invincible.
Le tournage débute en février 2005. Il a lieu en Bulgarie, notamment à Podujane (un district de Sofia) et prison de Vratsa, ainsi qu'à Los Angeles.
Scott Adkins est le seul acteur à apparaître dans la saga entière (sauf le 1er) puisqu'il jouera dans les suites d'Un seul deviendra invincible : Rédemption et Boyka : Un seul deviendra invincible mais en tant que héros et acteur principal. Dans Un seul deviendra invincible : dernier round, il est le méchant principal.

## Accueil

### Accueil critique
Mark Pollard de Kung Fu Cinema donne au film la note de 4⁄5 le qualifiant de « le premier grand film d'arts martiaux de 2007 et du meilleur film à ce jour d'Isaac Florentine ».
Grâce au marché de la vidéo, le film rapporte 10 610 600 $.